# Belden (Nebraska)
Pour les articles homonymes, voir Belden.
Belden est un village du comté de Cedar, dans l'État du Nebraska, aux États-Unis. En 2020, il comptait une population de 112 habitants.